# Saxberg (Sinzing)
Saxberg ist ein Ortsteil der Gemeinde Sinzing auf der Gemarkung Viehhausen im Landkreis Regensburg.

## Geographie
Das Dorf Saxberg liegt in der südlichen Oberpfalz einen halben Kilometer westlich von Bergmatting. Weitere nahegelegene Orte sind Schneckenbach im Nordwesten und Reichenstetten im Südwesten. Zehn Kilometer östlich liegt Regensburg.
Naturräumlich liegt Saxberg auf einem südöstlichen Ausläufer der Fränkischen Alb auf einer Höhe von 475 m ü. NN. Östlich des Ortes fällt das Gelände schroff zum Tal der zwei Kilometer entfernten Donau hin ab, die dort auf Höhe von 333 m ü. NN fließt. Nördlich steigt das Gelände ebenfalls über zwei Kilometer hinweg zum Tal der Schwarzen Laber auf 351 m ü. NN hin ab.

## Geschichte
Die Gegend war bereits in den Steinzeiten von Menschen besiedelt. 500 m südwestlich des Ortes befand sich eine etwa drei Hektar große Freilandstation der Alt- und Mittelsteinzeit, deren untertägige Reste als Bodendenkmal geschützt sind.
Das bayerische Urkataster erfasst in den 1810er Jahren dort keine geschlossene Siedlung, sondern fünf bis acht verstreut liegende Einzelhöfe mit stattlichen Wirtschaftsflächen und Forsten unter dem Namen Sachsberg.
Am 1. Juli 1972 kam Saxberg im Zuge der Gebietsreform in Bayern durch Eingemeindung der Gemeinde Viehhausen zur Großgemeinde Sinzing.

## Verkehr
Gemeindestraßen erschließen Saxberg zu der östlich verlaufenden Kreisstraße R 51 hin. Der ÖPNV vertaktet den Ort tagsüber mit der Buslinie 26 des Regensburger Verkehrsverbundes nach Regensburg und Viehhausen hin.